# Catequil
Catequil è il dio Inca del tuono e della luce. Si pensava che Catequil provocasse i tuoni colpendo le nuvole col suo martello.